# Восхождение на гору Невероятности
«Восхождение на гору Невероятности» (англ. Climbing Mount Improbable) — книга Ричарда Докинза, опубликованная в 1996 году. Тема книги — вероятность и отношение к теории эволюции. Цель книги — опровергнуть утверждения креационистов о невозможности натуралистических механизмов, таких как естественный отбор.
Основная метафорическая трактовка — это географический ландшафт, на котором эволюция может восходить только постепенно и не может взбираться по скалам (это известен как адаптивный ландшафт). В книге Докинз дает идеи о, казалось бы, сложном механизме, который следует из набора постепенных шагов, которые ранее были невидимы.
Книга основана из ежегодных рождественских лекций Королевского института, которые Докинз читал в 1991 году («Growing Up in the Universe»). Книга была иллюстрирована женой Докинза, Лаллой Уорд, и посвящена Роберту Уинстону — «хорошему врачу и хорошему человеку».